# ASAI RED ROSE
ASAI RED ROSE（アサイレッドローズ）は、浅井企画所属のタレントから成っていた芸能人女子フットサルチームである。チームユニフォームは赤と白。
2005年〜2007年まで、明治乳業（現：明治）がオフィシャルサプライヤーとしてサポート。

## 経歴
- 2005年8月 公式戦初出場
- 2008年 「メルシートゥフェスタFinal ステージ」をもって解散。

## メンバー
※解散時点
- 監督　坂本ちゃん
- スタッフ　加藤カズヨシ

背番号1　まぁこ（GK）
背番号2　畠山智妃
背番号5　マッキー（キャプテン）
背番号6　宮川明衣
背番号10　山口百恵
背番号11　庄子知美
背番号12　磯村エレナ
背番号13　牧野ステテコ（GK、マッキアイアイ）
背番号14　今野美里（元サッポロチェルビーズ5番）

### 退団
- 池田友美
- 浅野麻衣（ - 2006年12月16日）
- 板垣まみ（ - 2006年12月16日）
- 松井芳
- 中村愛
- 長江もみ
- 宮島里奈
- 山中美代子（ - 2008年12月7日）
- たまこ（ - 2008年12月7日）
- 吉野みづほ（ - 2008年12月7日）
- 中西里菜（ - 2008年12月7日）

## 戦績
- 2005年8月 「すかいらーくグループ冒険王リーグ」：グループA 4位
- 2005年10月 「第2回すかいらーくグループCUP」：リザーブグループ1位
- 2005年12月 「SPHERE LEAGUE すかいらーくグループシリーズ1stステージ」：準優勝
- 2007年1月 「芸能人女子フットサルサポーター感謝祭　1Dayトーナメント」：優勝
- 2008年3月 「2008メルシートゥフェスタ 開幕戦」：優勝